# Women's Engineering Society

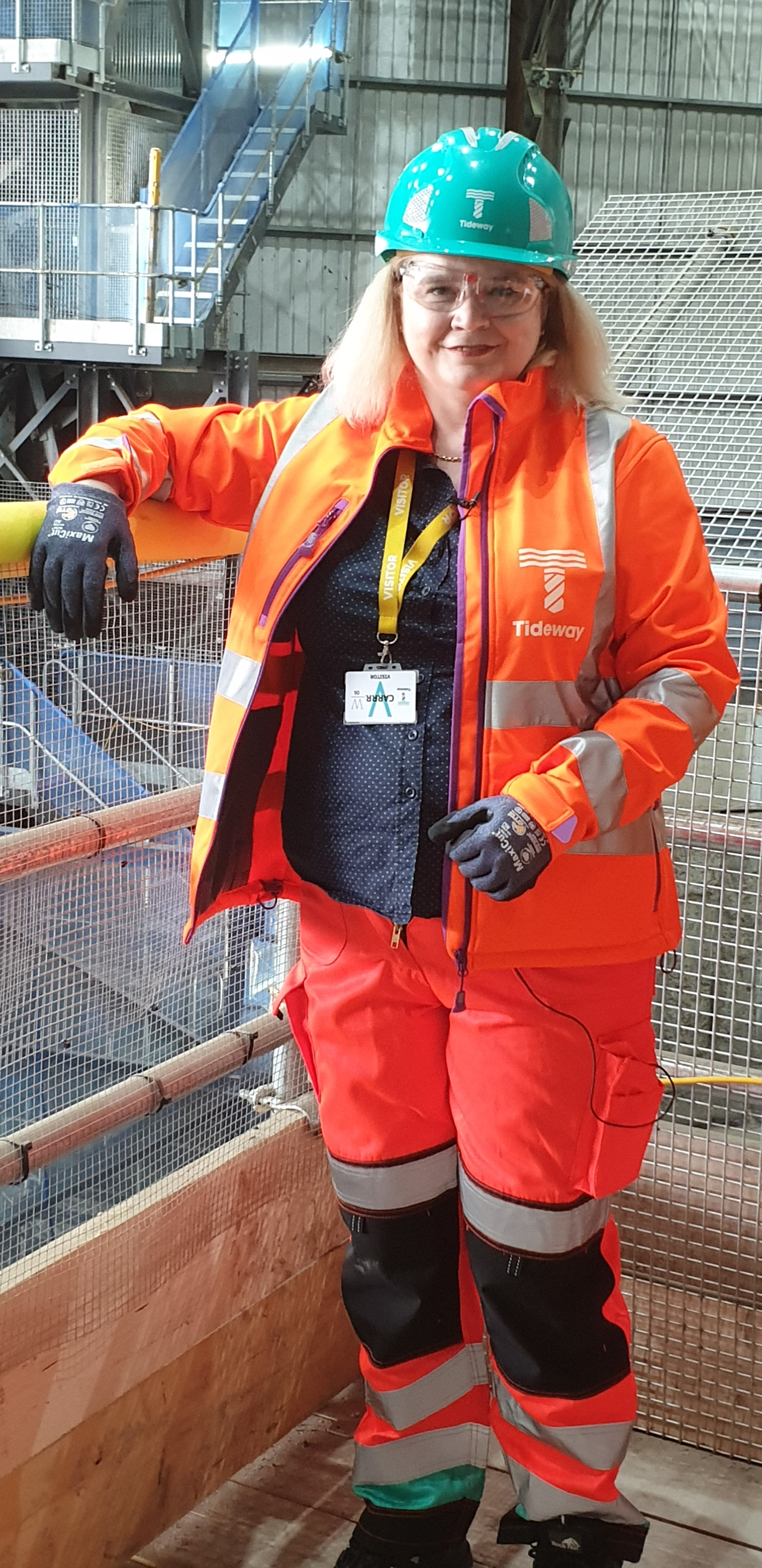
Elizabeth Donnelly, PDG de WES, à l'occasion du dévoilement d'un tunnelier portant le nom de Rachel Parsons, fondatrice de WES

La Women's Engineering Society est une société savante professionnelle au Royaume-Uni et un organisme de réseautage pour les ingénieures, scientifiques et techniciennes. Premier organisme professionnel créé pour les femmes travaillant dans tous les domaines de l'ingénierie, elle précède la Society of Women Engineers d'environ 30 ans.

## Histoire

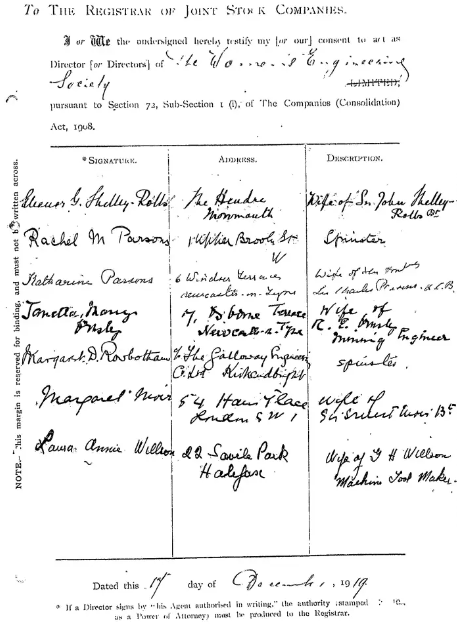
Signataires en 1919 de la charte de fondation de la Women's Engineering Society.

La société a été créée le 23 juin 1919, après la première Guerre mondiale, alors que de nombreuses femmes ont occupé des postes dans l'ingénierie pour remplacer les hommes impliqués dans l'effort militaire,. Après la guerre, bien que les femmes aient été employées dans le secteur de l'ingénierie pour combler le vide laissé par les hommes rejoignant les forces armées, le gouvernement, les employeurs et les syndicats s'opposent à leur maintien en poste. La loi de 1919 sur la restauration des pratiques d'avant-guerre redonne aux soldats revenant de la Première Guerre mondiale leurs postes d'avant-guerre et de nombreuses femmes ne peuvent pas conserver leurs emplois occupés pendant la guerre.
Un groupe de sept femmes, Lady Katharine Parsons, sa fille Rachel Mary Parsons, Lady Margaret Moir, Laura Annie Willson, Eleanor Shelley-Rolls, Janetta Mary Ornsby et Margaret Rowbotham décident alors de créer la Women's Engineering Society, dans le but de permettre aux femmes d'obtenir une formation, un emploi et d'être reconnues,,. La première secrétaire de la société est Caroline Haslett.
Les premières membres dans les années 1920 et 1930 comprennent Verena Holmes, Hilda Lyon et Margaret Partridge. Pilote et ingénieure, Amy Johnson, qui est la première femme à voler en solo du Royaume-Uni vers l'Australie, est membre de WES et présidente entre 1935 et 1937. Un registre des membres de 1935 montre que la société compte des membres du monde entier, dont la sociologue et ingénieure industrielle américaine Lillian Gilbreth, Asta Hampe, et Ilse Knot-ter Meer en Allemagne.
La société célèbre son 95e anniversaire en 2014 avec le lancement de la Journée internationale des femmes-ingénieures le 23 juin 2014. Elle célèbre son centenaire en 2019 avec le lancement du WES Centenary Trail, un projet visant à mettre en lumière les histoires des femmes-ingénieures.

## Travaux et campagnes
Les membres de la société conseillent le gouvernement britannique sur l'évolution des pratiques d'emploi pour les femmes. Constituée en tant qu'association professionnelle avec des niveaux d'adhésion basés sur la qualification et l'expérience, l'association promeut l'étude et la pratique de l'ingénierie et des sciences connexes par les femmes[réf. nécessaire].
WES est organisé en groupes dont les travaux portent sur : le soutien aux membres et aux femmes-ingénieures, l'encouragement des femmes à étudier les sciences de l'ingénieur et à entreprendre des carrières d'ingénieures, la promotion de la mixité en entreprise, l'expression collective des ingénieures[réf. nécessaire].
La société publie la revue The Woman Engineer éditée par Caroline Haslett dans les premières années. À ses débuts, la revue publie des articles techniques, mais donne ensuite une vision du travail féminin dans les disciplines de l'ingénierie. Les archives numériques de la revue sont détenues par l'Institution of Engineering and Technology.
La Women's Engineering Society organise une conférence annuelle, une conférence étudiante, des ateliers régionaux et des événements de réseautage[réf. nécessaire].

### Sensibilisation vers les écoles
Les membres de WES font du bénévolat dans les écoles dans le but d'inciter les filles à entreprendre des carrières en ingénierie et dans les sciences connexes. En 1969, la présidente Verena Holmes laisse un héritage pour financer une conférence annuelle destinée à inspirer les écolières. Dirigée par le Verena Holmes Trust, la première tournée de conférences a eu lieu en 1969 lors de la première année consacrée aux femmes en ingénierie au Royaume-Uni.
En 2014, WES met en place un programme de sensibilisation appelé Magnificent Women (and their flying machines) qui reproduit le travail que les femmes ont accompli pendant la Première Guerre mondiale dans la fabrication d'ailes d'avion ; ce programme s'adresse aux lycéennes.

### MentorSET
MentorSET est un programme de mentorat pour ingénieures, inspiré par la présidente de WES, Petra Gratton en 2000. Le programme consiste en un projet collaboratif avec le réseau national des femmes scientifiques (AWISE). Ce programme de mentorat vise à aider les femmes dans leur carrière et à les aider à reprendre le métier d'ingénieure après une interruption de carrière.

## Adhésion
Les membres de WES sont des femmes entrées dans la profession par des voies allant de l'apprentissage traditionnel à l'enseignement supérieur et menant à des diplômes universitaires et supérieurs. La participation des hommes ingénieurs dans la société est encouragée